# Liste der Baudenkmale in Wesenberg (Mecklenburg)
In der Liste der Baudenkmale in Wesenberg sind alle denkmalgeschützten Bauten der Stadt Wesenberg (Mecklenburg-Vorpommern) und ihrer Ortsteile aufgelistet. Grundlage ist die Veröffentlichung der Denkmalliste des Landkreises Mecklenburg-Strelitz mit dem Stand vom 18. März 2011.

## Baudenkmale nach Ortsteilen

### Ahrensberg
| ID | Lage                                                                                                  | Bezeichnung                                                                                              | Beschreibung                                                            | Bild |
| -- | --- | --- | ----------------------------------------------------------------------- | --- |
|    | | Gutsanlage mit                                                                                           |                                                                         | |
|    | Gutshof 3 (Karte)                                                                                     | - Gutshaus                                                                                               |                                                                         | |
|    | (Karte)                                                                                               | - 7 Wirtschaftsgebäuden                                                                                  |                                                                         | |
|    | | - Fachwerkwohnhaus                                                                                       |                                                                         | |
|    | südl. der Ortschaft über die Obere Havel-Wasserstraße zwischen dem Drewensee und dem Finowsee (Karte) | Hausbrücke                                                                                               |                                                                         | Hausbrücke                                                                                               |
|    | (Karte)                                                                                               | Dorfkirche Ahrensberg mit Friedhof, Mausoleum der Gutsbesitzerfamilie von Voß und Grabplatte Hilgendorff | Dorfkirche und einbezogenem Turm mit Zeltdach als Fachwerkbau von 1767. | Dorfkirche Ahrensberg mit Friedhof, Mausoleum der Gutsbesitzerfamilie von Voß und Grabplatte Hilgendorff |
|    | | Wohnhaus (an der Hausbrücke gelegen)                                                                     |                                                                         | |

### Below
| ID | Lage                       | Bezeichnung                   | Beschreibung | Bild |
| -- | -------------------------- | ----------------------------- | ------------ | ---- |
|    | B 198 (Abzweig nach Below) | Meilenstein (Rundsockelstein) |              |      |

### Pelzkuhl
| ID | Lage  | Bezeichnung     | Beschreibung | Bild |
| -- | ----- | --------------- | ------------ | ---- |
|    | Nr. 3 | ehem. Forsthaus |              |      |

### Strasen
| ID | Lage                        | Bezeichnung                               | Beschreibung | Bild                                      |
| -- | --------------------------- | ----------------------------------------- | ------------ | ----------------------------------------- |
|    | (Karte)                     | Kirche mit Friedhofsmauer und Grabkreuzen |              | Kirche mit Friedhofsmauer und Grabkreuzen |
|    | Dorfstraße, nahe der Kirche | Kriegerdenkmal 1914/1918                  |              |                                           |
|    | Pelzkuhler Straße 7 (Karte) | Pfarrhaus und Stallspeicher               |              |                                           |
|    | Schleusengasse 23 (Karte)   | Wohnhaus (ehem Zollhaus)                  |              |                                           |

### Strasen-Lindenhof
| ID | Lage    | Bezeichnung                   | Beschreibung | Bild |
| -- | ------- | ----------------------------- | ------------ | ---- |
|    | (Karte) | Gutshaus mit Resten des Parks |              |      |

### Wesenberg
| ID | Lage                                                   | Bezeichnung                                                                                         | Beschreibung | Bild                            |
| -- | ------------------------------------------------------ | --------------------------------------------------------------------------------------------------- | --- | ------------------------------- |
|    | Bahnhofstraße (vor Nr. 1) (Karte)                      | ehem. Kino                                                                                          | Kino von 1936/37 mit Theaterschaufassade aus Ziegel und Putzflächen; 2001 saniert. |                                 |
|    | Bahnhofstraße                                          | Sowjetischer Ehrenfriedhof mit Grabsteinen und Obelisk                                              | |                                 |
|    | Bahnhofstraße (Karte)                                  | ehem. Brennerei mit Schornstein                                                                     | Sichtziegelbau von 1897 in Massivbauweise mit gusseisernen Stützen | ehem. Brennerei mit Schornstein |
|    | (Karte)                                                | Burghügel mit Burg Wesenberg, Darre und Stallgebäude                                                | Ursprüngliche Burg mit vier Flügeln von der Mitte des 13. Jahrhunderts die im Dreißigjährigen Krieg weitgehend zerstört wurde. Erhalten blieb als Torso der Bergfried, der später als Fangelturm diente. Das ursprüngliche Wohnhaus wurde im 19. Jh. durch einen schlichten Bau ersetzt; heute Fremdenverkehrsbüro und Heimatstube.                                        | Weitere Bilder                  |
|    | B 198, integriert in den neuen Friedhof                | alter Friedhof mit Baumbepflanzung, Resten der Friedhofsmauer und Grabstätte der Familie Grobbecker | |                                 |
|    | B 198                                                  | neuer Friedhof, Kapelle, Grab- und Gedenkstätte 1939/1945 und Gedenkstein Mai 1945                  | |                                 |
|    | Hohe Straße 22                                         | Pfarrhaus                                                                                           | |                                 |
|    | Hohe Straße 26 (Karte)                                 | Wohnhaus mit Stall                                                                                  | |                                 |
|    | (Karte)                                                | Kirche                                                                                              | Frühgotischer einschiffige Chor mit ursprünglich zwei Joche aus Feldstein wie der Turm von um 1300; gotisches, dreischiffiges Langhaus mit drei Joche aus Backstein von um 1400 als Stufenhalle mit Kreuzgewölbe; 2-geschossige Vorhalle und Sterngewölbe vom Chor vom Ende des 15. Jahrhunderts; Messingtaufschale von 1663, Kanzel von 1711, Chorgestühl aus dem 17. Jh. | Weitere Bilder                  |
|    | Kleiner Weißer See (Karte)                             | Kriegerdenkmal 1914/18                                                                              | | Kriegerdenkmal 1914/18          |
|    | Lindenstraße 27 (Karte)                                | Wohnhaus mit Stall                                                                                  | |                                 |
|    | Lindenstraße 29 (Karte)                                | Wohnhaus                                                                                            | |                                 |
|    | Markt (Karte)                                          | Kriegerdenkmal 1813 und 1870/71                                                                     | | Kriegerdenkmal 1813 und 1870/71 |
|    | Markt (vor dem Haus Nr. 12)                            | Handschwengelpumpe                                                                                  | |                                 |
|    | Markt (Karte)                                          | Lindenrondell und Gedenkstein von 1959                                                              | |                                 |
|    | Mittelstraße 32 (Karte)                                | Wohn- und Geschäftshaus                                                                             | |                                 |
|    | Seestraße 11 (Karte)                                   | Wohnhaus mit ehem. Schmiede (Hinterhofbebauung)                                                     | |                                 |
|    | Vor dem Wendischen Tor (Kreuzung an der B 198) (Karte) | Gedenkstein für Ernst Thälmann                                                                      | Gedenkstein für den Arbeiterpolitiker Ernst Thälmann von 1970 |                                 |

### Zirtow
| ID | Lage                                    | Bezeichnung                   | Beschreibung                                                                   | Bild           |
| -- | --------------------------------------- | ----------------------------- | ------------------------------------------------------------------------------ | -------------- |
|    | B 198 (westl. Abzweig nach Zirtow)      | Meilenstein (Rundsockelstein) |                                                                                |                |
|    | Dorfstraße (westl. Ortseingang)         | Meilenstein (Rundsockelstein) |                                                                                |                |
|    | Dorfstraße (westl. Ortseingang) (Karte) | Kirche und Glocke             | Kleine Fachwerkkirche von 1755; Ostgiebel mit Backsteinmuster in den Gefachen. | Weitere Bilder |

## Quelle
- Karte der Baudenkmale im Geoportal des Landkreises